# Cabin Fever: Spring Fever
Série
Cabin Fever
(2002) Cabin Fever: Patient Zero
(2014)
Pour plus de détails, voir Fiche technique et Distribution.
Cabin Fever: Spring Fever ou Fièvre noire 2 au Québec, est un film d'horreur américain réalisé par Ti West, sorti en 2009.

## Synopsis
Ce film est la suite du film d'horreur Cabin Fever. Un virus inconnu se propage dans l'eau d'une petite ville tranquille. Des jeunes étudiants sont les premiers touchés.

## Fiche technique
- Titre original : Cabin Fever: Spring Fever
- Titre français : Cabin Fever 2 : Spring Fever
- Titre québécois : Fièvre noire 2
- Réalisation : Ti West
- Scénario : Joshua Malkin, Randy Pearlstein, Ti West
- Musique : Ryan Shore
- Montage : Michael P. Mason
- Costumes : Lauren Mallard
- Sociétés de productions : Tonic Films, Morningstar Films
- Pays d'origine :  États-Unis
- Langue originale : anglais
- Genre : horreur, thriller
- Dates de sortie :
  -  États-Unis : 24 octobre 2009 (ScreamFest) ; 16 octobre 2010 (en DVD)
  - France : 19 octobre 2010 (en DVD)
- Classification :
  - France : Interdit aux moins de 16 ans lors de sa sortie en vidéo à la demande et à la télévision.
  - États-Unis : R (interdit aux moins de 17 ans non accompagnées)

## Distribution
- Noah Segan : John
- Alexi Wasser : Cassie
- Rusty Kelley (VF : Alexis Tomassian) : Alex
- Marc Senter (VF : Pascal Grull) : Marc
- Giuseppe Andrews (VF : Vincent Barazzoni) : Shérif Adjoint Winston Olsen
- Mark Borchardt : Herman
- Judah Friedlander (VF : Emmanuel Karsen) : Toby
- Angela Oberer : Mme Hawker
- Thomas Blake Jr. (VF : Hervé Grull) : Rick
- Rider Strong : Paul